# Ivo Hucl
Ivo Hucl (* 29. ledna 1961 Plzeň) je český básník, výtvarný kurátor, nezávislý kulturní aktivista, scenárista a čajovník.

## Život

### Mládí
Narodil se v Plzni, dětství a mládí pak prožil v nedaleké obci Štěnovice. Vystudoval plzeňskou Střední průmyslovou školu stavební, na vysokoškolská studia v období tzv. normalizace rezignoval a nadále byl zaměstnán jako mistr vodních a melioračních staveb, mazač výtahů a hlídač.

### Alternativní kultura
Ještě na střední škole aktivně vstoupil do prostředí české nezávislé kultury, ve stejné době začal psát i první básně a texty. Koncem 70. let 20. století se podílel na uspořádání několika koncertů nezávislé hudby: např. v roce 1979 koncert kapely Classic rock´n roll band Mikoláše Chadimy v Lidovém domě ve Štěnovicích a (spolu s Milanem Judlem) koncert Psích vojáků v hostinci U Raskena v Útušicích, opět nedaleko Plzně, v roce 1980. Nahrávka z tohoto koncertu se stal základem živé nahrávky kapely Psí vojáci 1979/81 Live. Na základě těchto aktivit začal být monitorován Státní bezpečností. V polovině osmdesátých let se v Mariánských Lázních seznámil s pravoslavným duchovním Radivojem Jakovljevičem (pozdější arcibiskup Simeon) a až do roku 1992 u něj privátně studoval pravoslavnou teologii. V osmdesátých letech se angažoval v šíření ineditní literatury a tiskovin a formou samizdatu vydal v té době dvanáct básnických sbírek. Výbor z těchto textů vyšel až v roce 2021 pod souhrnným názvem Nerůžový les.

### Po roce 1989
Bezprostředně po sametové revoluci založil 2. ledna 1990 v Plzni společně s Ivanem Jáchimem a Miroslavem Antonem Nezávislé kulturní sdružení ARS, které mělo ambice koordinovat aktivity západočeských výtvarníků, spisovatelů, filmařů a hudebníků. Rovněž začal spolupracovat s Českým rozhlasem, plzeňským studiem TV MAX a Českou televizí jako scenárista rozhlasových a televizních dokumentů. V rámci duchovního rozvoje vykonal řadu cest a poutí, především do severního Řecka na svatou horu Athos, do Malé Asie, Andalusie a Belgie. Pravidelně také pobýval pravoslavném monastýru Zesnutí Přesvaté Bohorodice a Cyrilometodějském duchovním centru sv. Gorazda ve Vilémově na Hané, postupně se však od pravoslaví přiklonil ke studiu zenového buddhismu, taoismu a mahámudry. Od roku 1990 žije s rodinou ve Šťáhlavicích, nedaleko zámku Kozel.  

### Veřejná činnost
V roce 2000 realizoval společně s manželkou Michaelou podle vlastního návrhu projekt Bezejmenné čajovny, která se postupně stává místem konání různých kulturních akcí – výstav, koncertů,přednášek, filmových projekcí. Dosud pod hlavičkou Bezejmenná realizoval více než tisícovku kulturních projektů.
Jako kurátor se podílel na desítkách výstav českých i zahraničních výtvarníků. Od roku 2006 do roku 2016 pracoval pro město Plzeň jako hlavní dramaturg kulturní výměny mezi partnerskými městy Plzní a Takasaki v Japonsku. V roce 2009 připravil pod názvem Hory a srdce reprezentativní výstavu Josefa Váchala a Jiřího Kornatovského pro City Gallery v Takasaki a multikulturní výstavu Tibet mysli na Novoměstské radnici v Praze.
V letech 2014 až 2015 pracoval jako umělecký ředitel rozsáhlého česko-japonského projektu Japan Fest 2015 v rámci EHMK Plzeň 2015.
V dubnu 2016 založil společně s brněnským básníkem a hudebníkem Tomášem Vtípilem, Dianou Darolovou a Michaelou Landovou nadační fond Charon, jehož pomoc směřuje na podporu osobností české nezávislé kultury a disentu, které se ocitly v nedůstojných existenčních podmínkách, zpočátku především pro básníka, hudebníka a výtvarníka Pavla Zajíčka. Fond pak postupně svou pomoc rozšířil také na další potřebné, mj. na ukrajinské umělce postižené ruskou invazi do země roku 2022.
V září 2016 veřejně vystoupil na obranu drobných venkovských živnostníků, řemeslníků a podnikatelů ve věci Elektronické evidence tržeb (EET) a zveřejnil Petici za zrušení zákona č.112/2016 Sb., o evidenci tržeb. 30. listopadu pak předal v Senátu PČR petiční archy s 10 034 podpisy, mezi nimiž bylo i 14 senátorů: konečný počet podpisů pak byl 23 406 jmen. Na základě této petice pak Senát PČR ve svém 324. usnesení z 11. Schůze konané dne 7. prosince 2017 doporučil vládě změnit zmíněný zákon a vyjmout z evidence tržeb „podnikající a právnické osoby, které nedosahují výše ročního obratu 750 tisíc ročně“. 9. března 2022 pak vláda Petra Fialy definitivně schválila celkové zrušení systému EET. 
V obci Šťáhlavy se angažuje v rámci politického sdružení Občané pro obec, převážně v kulturní oblasti.

### Rodina
Je ženatý a má dceru a syna.

## Dílo
Díky své básnické tvorbě spolupracuje s předními umělci a hudebníky, například s Oldřichem Janotou, Tomášem Vtípilem, Liao I-wu, Ondřejem Smeykalem, Vladimírem Václavkem, Vladimírem Javorským, Vlastislavem Matouškem nebo Marcelem Bártou. Jeho texty byly opakovaně zhudebněny či zpracovány Českým rozhlasem. Publikoval své básně a texty mj. v časopisech Host, Tvar, Revolver Revue, Lidových novinách, Souvislostech, Ateliéru a dalších periodikách, katalozích a sbornících. V roce 2011 založil Bezejmennou edici, ve které společně s literárním historikem Vladimírem Novotným, postupně připravil k vydání 8 titulů, především básnických sbírek a esejů o výtvarném umění a poezii.

### Knihy
- Ostrovní básně (Bezejmenná edice, 2011)
- Ostrovní básně – rozšířené vydání (2013)
- Sběrný dvůr (Bezejmenná edice, 2014)
- Prach prázdna (Bezejmenná edice 2017)
- Pár tahů tuší (Bezejmenná edice, 2018)
- Návrat ke kruhu (Bezejmenná edice, 2020)
- Nerůžový les (Bezejmenná edice, 2021)
- Bezejmenné krajiny (Bezejmenná edice, 2024)

### Výtvarné katalogy
- Hory a srdce / Josef Váchal a Jiří Kornatovský, Muzeum Šumavy, Sušice, 2009
- Stopy duše / Lenka Sýkorová, Depo2015, soukromý tisk, Plzeň, 2023
- Krajinou po okraji / Ladislav Sýkora, Depo2015, soukromý tisk, Plzeň, 2024[13]

### Spolupráce na výtvarných katalozích a sbornících
- Xénia Hofmeisterová – Požierač farby/Požírač barev/Color Eater, Galerie Klatovy Klenová, 2012
- Shóko Kanazawa a její tušový svět, soukromý tisk, Česko-japonská společnost, Praha, 2015
- Ivan Hostaša – Keramika z období 1991-2007, Pivovarské muzeum v Plzni, 2018
- Verš a obraz – Poetry and Image / Petr Geisler, soukromý tisk, Galerie kritiků, Praha, 2019
- Tušová malba dnes – The Ink Painting Today, soukromý tisk, Galerie kritiků, Praha, 2021
- Steker – Kresby, Fakulta designu a umění Ladislava Sutnara Západočeské univerzity v Plzni, 2024

### Významnější výstavy
- Petr Geisler – Na hranici zenu a nedorozumění, Galerie zámku Kozel, Šťáhlavy, 1.11. – 8.11. 2003
- Tibet mysli, Novoměstská radnice, Praha, 25.2. – 14.4. 2009 (společně se Zuzanou Ondomišiovou; odborná spolupráce: Zdenka Klimtová, Lenka Gyaltso)[5]
- Jindřich Štreit – Haiku z vesnice Akagi, Galerie zámku Kozel, Šťáhlavy, 28.10. – 15.11. 2005
- Karel Adamus – Větrné básně, Galerie zámku Kozel, Šťáhlavy, 28.10. – 15.11. 2005
- Masaharu Ogawa – Kaligrafie, Západočeské muzeum, Plzeň, 20.10. – 5.11. 2006
- Josef Váchal a Jiří Kornatovský – Hory a srdce, Takasaki City Gallery – Takasaki, Japonsko, 20.9. – 12.10. 2009, japonská premiéra Šumavy romantické a umírající
- Jiří Kornatovský – Meditace kresbou, Gallery Botteha, Kyjev, Ukrajina, 19.1. – 7.2. 2012
- Pavel Zajíček – Struktury času, Visio Art Gallery, Plzeň, 8.1. – 30.1. 2015
- Ryōji Ikeda – Test Pattern [N°7], Nové divadlo – Black Box, Plzeň, 2.7. – 11.8. 2015 (česká premiéra)
- Shōko Kanazawa a její tušový svět, Západočeské muzeum, Plzeň, 11.9. – 11.10. 2015 (evropská premiéra)
- Karen LaMonte – Floating World, Západočeské muzeum, Plzeň, 11.9. – 11.10. 2015
- Osobní výběr VII: Ivo Hucl – básník, Galerie výtvarného umění v Chebu, 13.11. – 3.3. 2019
- Plzeň – Takasaki – 30 let spolu, mázhaus radnice města Plzně, Plzeň, 17.9. – 11.10. 2020
- Kobayashi Yúsai – Kaligrafie, Galerie Jiřího Trnky, Plzeň, 17.9. – 11.10. 2020
- Lenka Sýkorová – Stopy duše, Depo2015, Plzeň, 1.5. – 2.6. 2023
- Ladislav Sýkora – Krajinou po okraji, Depo2015, Plzeň, 1.5. – 28.5. 2024
- František Svátek – Vodní a větrné objekty, zámek Kozel, Šťáhlavy, 21.6. –23.8. 2024
- Mari (Kóhó) Kučera Šinada – Úlomky ticha, Galerie zámku Kozel, Šťáhlavy, 21.16. – 29.9. 2024
- Ivo Hucl – Barva, zvuk, pohyb květiny, Galerie Bolfánek u Chudenic, 31.8. – 31.10. 2024

### Realizace ve veřejném prostoru
- Poesiomat v Plzni [14]

- Báseň vylitá do těla zvonu na průčelí rozhledny Bolfánek u Chudenic [15]

### Ocenění
- Grand Prix Tourfilm (1993) za film Hlas stříbrného zvonu –- Mýty a legendy staré Šumavy, společně s Miroslavem Čapkem
- Cena Bohumila Polana (2011) za sbírku Ostrovní básně[16]
- Cena Bohumila Polana (2020) za sbírku Návrat ke kruhu[17]
- Umělecká cena města Plzně (2020)[18]